# Constructivism (paradigmă a învățării)
Constructivismul reprezintă una din cele trei mari paradigme ale învățării alături de behaviorism și cognitivism (psihologie cognitivă).
- Constructivismul este definit de principiile educației centrate pe elev și pune accentul pe procesele de interpretare a stimulilor care au loc în mintea elevului. Elevul nu mai este văzut ca un recipient care absoarbe informațiile în mod pasiv, cunoștințele nu sunt transmise prin simpla citire sau ascultare, ci prin semnificația personală pe care o acordă elevul stimulilor educaționali. Elevii își dezvoltă noi cunoștințe în mod activ prin interacțiunile cu mediul. Prin urmare, orice citește, vede, aude, simte sau atinge elevul este analizat din perspectiva constructelor mentale existente/cunoștințelor anterioare, dezvoltând și întărind vechile structuri de cunoștințe dacă acestea pot fi aplicate în structurile de mediu mai largi sau modificându-le pe cele vechi atunci când noile informații produc o stare de dezechilibru. Învățarea este văzută ca un proces activ și social de construire de sensuri și sisteme de sensuri pe baza stimulilor senzoriali și este influențată în mare măsură de limba de comunicare (citare necesară).

Mediile constructiviste de comunicare se definesc prin următoarele caracteristici :
- - oferă reprezentări multiple ale realității,
  - evită simplificarea excesivă și reprezintă complexitatea lumii vii,
  - pune accent pe solicitările autentice în contexte semnificative,
  - oferă medii de învățare naturale și bazate pe cazuri concrete,
  - încurajează reflecția critică asupra experienței,
  - permite construirea cunoștințelor în funcție de conținut sau context,
  - permite construirea în colaborare a cunoștințelor.

Construcționismul este o teorie care afirmă că învățarea devine mai eficace atunci când elevul construiește ceva cu scopul de a transmite celorlalți înțelesul pe care el l-a acordat unui lucru (prin simple afirmații sau compoziții mai elaborate). Simpla citire nu este suficientă pentru a produce învățare, însă efortul de a explica în propriile cuvinte o idee unei alte persoane, sau de a face o pledoarie, va conduce la o mai bună înțelegere a sarcinii didactice, aceasta fiind integrată în mod mai consistent propriilor idei. Aceasta este explicația dată de această teorie faptului că oamenii iau notițe în timpul unei prelegeri deși nu intenționează în mod expres să le recitească ulterior.
Constructivismul social este un curent care pune accent pe construirea de sensuri și semnificații de către membrii unor grupuri sociale, construind astfel în colaborare o cultură în miniatură de produse comune cu înțelesuri comune. Participarea în astfel de grupuri generează situații de învățare continue. Activitățile și produsele realizate în cadrul unui grup ca întreg ajuta la modelarea comportamentului membrilor în cadrul grupului.